# Zbigniew Kamiński (dziennikarz)
Zbigniew Kamiński ps. „Stary Apasz” (ur. 10 lutego 1847 w Lublinie, zm. w 19 grudnia 1915 w Łodzi) – polski dziennikarz, tłumacz, literat, działacz pozytywistyczny.

## Życiorys
Ukończył Gimnazjum Lubelskie w 1865, w którym z Gustawem Dolińskim redagował pismo „Głos z Kąta”. Następnie ukończył Szkołę Główną w Warszawie i uczył matematyki w Gimnazjum Lubelskim. W latach 1875–1879 był kierownikiem redakcji „Kuriera Lubelskiego”, a od 1879 współpracownikiem „Gazety Lubelskiej”. Jednocześnie pracował w Wydawnictwie Michała Arcta. Gdy Arct przeniósł wydawnictwo do Warszawy w 1887, Kamiński przeniósł się wraz z nim, zostając ogólnym redaktorem wydawnictwa.
Wraz z Arctem redagował i ulepszał „Słownik Wyrazów Obcych” Henryka Wernica i Józefa Glińskiego, wydając go pod nazwą „Michała Arcta Słownik 10 000 wyrazów obcych, wyrażeń i zwrotów cudzoziemskich” (1893). Ponadto był koordynatorem metodycznym prac nad „Księgą Ilustrowaną Wiadomości Pożytecznych” (1899) i współpracował przy wydanym w 1916 „M. Arcta Ilustrowanym Słowniku Języka Polskiego”. Był autorem licznych tłumaczeń i opracowań opowiadań dla młodzieży oraz opracowań z zakresu matematyki dla szkół.
Ponadto publikował dla „Przeglądu Tygodniowego”, „Gazety Polskiej” oraz był warszawskim korespondentem „Rozwoju”. W 1909 przeniósł się do Łodzi, gdzie wraz z Wiktorem Czajewskim współorganizował gazetę „Rozwój”, w której w latach 1909–1914 był kierownikiem działu kronika oraz sekretarzem redakcji.

### Życie prywatne
Był synem urzędnika Aleksandra Kamińskiego i Aleksandry z domu Gruszeckiej. Przyjaźnił się z Bolesławem Prusem, Julianem Ochorowiczem oraz Gustawem Dolińskim. Zmarł w łódzkim szpitalu w osamotnieniu i ubóstwie.

## Publikacje
Kamiński współpracował przy opracowaniu i przekładach licznych publikacji. Wspólnie z Arturem Gruszeckim opracowywał i przekładał z czeskiego opowiadania dla serii Arcta „Czytanki Zajmujące dla Młodzieży” oraz publikował opowiadania w ramach serii „Zajmujące Czytanki dla Wszystkich”. Ponadto współpracował przy opracowaniu publikacji takich jak:
- „Wypisy polskie w zakresie klasy III i IV szkół średnich” (1900),
- „Arytmetyczka dla dzieci”, „Arytmetyka kurs elementarny” Augusta Jeskego,
- „Nauka szybkiego rachunku” (1901),
- „Pieniądze, ich powstanie, rozwój i stan dzisiejszy” (1901),
- „Gra w szachy praktycznie wyłożona” (1901),
- „Obliczanie procentu przewodnik dla kupców i wszystkich” (1901),
- „Miary i wagi wszystkich krajów na ziemi” (1902)[5],
- „Michała Arcta Słownik 10 000 wyrazów obcych, wyrażeń i zwrotów cudzoziemskich” (1893),
- „Księgą Ilustrowaną Wiadomości Pożytecznych” (1899),
- „M. Arcta Ilustrowanym Słowniku Języka Polskiego” (1916),

oraz dokonał opracowań i tłumaczeń książek:
- „Logika” J. S. Milla (1875, niewydana),
- „Podróże Guliwera do Liliputów i Olbrzymów” Jonathana Swifta (1900),
- „Don Kiszot z La Manczy” Miguela de Cervantesa (1902),
- „Baśnie i powiastki” Hansa Christiana Andersena (1902),
- „Kurs handlowy języka esperanto” Leona Marissiaux (1908)[5],

a także jest autorem:
- „Z młodości dziadunia. Opowiadanie podług oryginału czeskiego” (Warszawa 1909, 1918, 1930),
- „Plemiona słowiańskie. Tworzenie się państw słowiańskich” (Warszawa 1909),
- „Czarna perła. Powiastka podług czeskiego oryginału J. Vana” (Warszawa 1909),
- „Najazd Niemców. Opowiadanie podług oryginału czeskiego” (Warszawa 1910),
- „Król puszty węgierskiej. Opowiadanie podług oryginału czeskiego” (Warszawa 1910),
- „W pobliżu bieguna” (Kraków 1912),
- „Dwaj rycerze. Powiastka podług oryginału czeskiego” (Warszawa 1917),
- „Robinson na Oceanie Spokojnym” (Warszawa 1935)[7].